# 10 Gwardyjski Korpus Pancerny
10 Uralsko-Lwowski Gwardyjski Ochotniczy Korpus Pancerny odznaczony Orderem Czerwonego Sztandaru, Suworowa i Kutuzowa (ros. 10-й гвардейский танковый Уральско-Львовский Краснознамённый, орденов Суворова и Кутузова добровольческий корпус) – jednostka pancerna Armii Czerwonej z okresu II wojny światowej.

## Historia
10 Gwardyjski Korpus Pancerny powstał w 1943. Uczestnicząc w walkach na froncie wschodnim wchodził w skład 4 Gwardyjskiej Armii Pancernej. Dowodzony był przez płk Niła Czuprowa. W czasie operacji lwowsko-sandomierskiej wielu żołnierzy z 63 Gwardyjska Brygada Pancerna należącej do 10 Korpusu za okazane męstwo zostało odznaczonych. Dowódcy brygady, płk Michałowi Fomiczewowi nadano tytuł Bohatera Związku Radzieckiego. W walkach o Lwów uczestniczyły wszystkie brygady wchodzące w skład 10 Gwardyjskiego Korpusu Pancernego.
Następnie brał udział w operacji wiślańsko-odrzańskiej.
Kontynuując ofensywę uczestniczył w walkach o Złoczew, Burzenin, Bełchatów, Prudnik, Ostrzeszów, Szprotawę i Żary. Za osobistą odwagę w walce w czasie zdobywania Burzenina trzech żołnierzy z 10 Korpusu otrzymało tytuły Bohatera Związku Radzieckiego. Wyprowadzony z rejonu Ścinawy atak niemieckiej 1 Dywizji Pancerno-Spadochronowej Hermanna Göringa został przez 10 Gwardyjski Korpus powstrzymany. Następnie 10 Korpus po dwudniowych walkach zdobył Lubin. Dowodzony przez gen. Biełowa, 10 Korpus uczestniczył w walkach na terenie Czechosłowacji, gdzie toczył boje w okolicy Teplic, prowadząc atak w stronę Pragi.
W 25 rocznicę wyzwolenia Prudnika władze miasta nadały godność honorowego obywatela Prudnika ppłk Kimowi Łożkinowi, uczestnikowi walk o zdobycie miasta.

## Dowódcy korpusu
Dowódcy:
- gen. por. Georgij Rodin (23.10.1943 – 15.03.1944),
- gen. por. Jewtichij Biełow (16.03.1944 – 29.09.1944),
- płk Nił Czuprow (29.09.1944 – 10.02.1945, poległ 24 marca 1945)
- gen. lejtn. Jewtichij Biełow[10] (10.02.1945 – 30.06.1945)[1].

Szefowie sztabu:
- płk Michaił Fomiczow (23.10.1943 – 01.02.1944),
- płk Aleksandr Łozowski (18.02.1944 – 01.05.1944),
- płk Iwan Waganow (01.05.1944 – 06.07.1944),
- płk Piotr Biełow (06.07.1944 – 05.08.1944),
- płk Aleksandr Łozowski (05.08.1944 – 26.12.1944),
- płk Kalina Chmyłow (05.12.1944 – 17.01.1945),
- płk Piotr Biełow (17.01.1945 – 27.04.1945),
- płk Aleksandr Łozowski (28.04.1945 – 14.07.1945)[1].

## Struktura organizacyjna
- 61 Gwardyjska Brygada Pancerna, dowódca: płk Wasyl Zajcew,
- 62 Gwardyjska Brygada Pancerna, dowódca: płk Siergiej Denisow,
- 63 Gwardyjska Brygada Pancerna, dowódca: płk Michał Fomiczew[11],
- 29 Gwardyjska Brygada Piechoty Zmotoryzowanej[1].